# 徐顯忠
徐顯忠（？—1448年），明朝軍事將領、定國公。

## 生平
正統三年十月（1438年10月24日），襲定國公爵，祿二千五百石。正統十三（1448年）去世。